# Joel Rogosin
Joel Rogosin (Boston, 30 de octubre de 1932 - Woodland Hills, 21 de abril de 2020) fue un productor y guionista de televisión estadounidense conocido por producir series de televisión como 77 Sunset Strip, El virginiano, Ironside, Magnum, PI y Knight Rider desde la década de 1960 hasta la década de 1990. Fue nominado para dos Premios Primetime Emmy por su trabajo de producción en Ironside en 1970 y 1971, y recibió su tercera nominación al Emmy por producir Magnum, PI en 1983.

## Biografía
Comenzó su carrera profesional en Columbia Pictures, donde trabajó como mensajero a partir de 1957. Subió de rango rápidamente y, en 1961, era productor de la serie de televisión ABC, 77 Sunset Strip, que era el programa número 1 más visto en los Estados Unidos en ese momento. Junto con 77 Sunset Strip, Rogosin también produjo Hawaiian Eye y Surfside 6 para Warner Bros. Television a principios de la década de 1960. 
Se desempeñó como productor o guionista de The Bold Ones: The New Doctors en NBC, The Blue Knight en CBS, Ghost Story en NBC, la serie de crímenes de CBS Longstreet, la comedia de situación de CBS Mr. Merlin, la serie sindicada The New Lassie y dos Telethons de Jerry Lewis.
En su vida posterior, se mudó a la Casa de Campo y al Hospital de Cine y Televisión, una comunidad de retiro para miembros de la industria del cine y la televisión en el vecindario Woodland Hills de Los Ángeles. Fue un miembro destacado de la Sociedad Grey Quill, que organiza talleres semanales para residentes de la Casa de Campo de Cine y Televisión para compartir poesía, ficción creativa, drama y otros escritos. También trabajó para cambiar el centro de enfermería a largo plazo de MPTF House and Hospital a su nombre actual, The Mary Pickford House, en honor a la actriz Mary Pickford, que ayudó a fundar el MPTF en 1920.

## Muerte
Murió de complicaciones de COVID-19 en la Casa de Campo y Hospital Motion Picture & Television el 21 de abril de 2020, a la edad de 87 años. Le sobrevivieron su esposa Deborah, de 67 años, y sus tres hijas, cinco nietos y dos bisnietos.
Fue el quinto residente de Motion Picture & Television Country House and Hospital en morir por COVID-19 durante la pandemia. Otras víctimas de COVID-19 en el MPTF Country House and Hospital incluyen al actor Allen Garfield, la que fuera animadora de Walt Disney Ann Sullivan y el cinematógrafo Allen Daviau.